# Grade 8
Grade 8 é uma banda estadunidense de new metal/rapcore formada em 1996 na cidade de Los Angeles, Califórnia.

## Integrantes

### Membros
- Ryan Tooker – vocal
- Dustin Tooker – guitarra
- Stitch – baixo
- Josh Garcia – bateria

### Ex-membros
- Guy Couturier – baixo
- Scotty "Kanikki" Carneghi – bateria
- Aaron Zilch – DJ
- Wade Hagblom – bateria

## Discografia
- Grade 8 - 2003 - Lava Records
- Resurrection - 2004 - Sound Barrier